# طوطی‌کاکلی‌های سفید نوک‌سیاه
طوطی‌کاکلی‌های سفید نوک‌سیاه(نام علمی: Cacatua) نام یک زیرسرده از سرده طوطی‌کاکلی‌های سفید است.

## گونه‌ها
- طوطی‌کاکلی کاکل‌زری،  Cacatua (Cacatua) sulphurea
- طوطی‌کاکلی گوگردی،  Cacatua (Cacatua) galerita
- طوطی‌کاکلی چشم‌آبی،  Cacatua (Cacatua) ophthalmica
- طوطی‌کاکلی سفید،  Cacatua (Cacatua) alba
- طوطی‌کاکلی گل‌بهی،  Cacatua (Cacatua) moluccensis